# Rubber Soul
Rubber Soul là album phòng thu thứ sáu của ban nhạc The Beatles, phát hành vào ngày 3 tháng 12 năm 1965. Album được sản xuất bởi George Martin. Khác với những album trước, Rubber Soul được thu trong khoảng thời gian xen giữa các dự án làm phim của ban nhạc kéo dài khoảng 8 tuần. Kể từ đó, các album tiếp theo của The Beatles cũng được làm theo cách này, ngoại trừ một vài đoạn quay ngắn giới thiệu cho album Magical Mystery Tour.
Album thực sự là một sản phẩm độc đáo của The Beatles. So với những album trước, đây là một album thể hiện sự trưởng thành rõ ràng trong âm nhạc của họ. Còn so với các album sau này của The Beatles, Rubber Soul vẫn vô cùng sâu lắng và gần gũi, đúng như ý thức "soul" (tâm hồn) mà ban nhạc muốn thể hiện. Năm 1965 cũng là năm The Beatles được MBE và chỉ trước đó nửa năm, họ giành được Giải Grammy cho Nghệ sĩ mới xuất sắc nhất.
Trong album, rock và folk rock mang âm hưởng chính, ảnh hưởng từ Bob Dylan và The Byrds. Tuy nhiên, The Beatles vẫn không quên mang theo những điệu lead guitar và cả acoustic guitar vốn đã là đặc trưng cho phong cách của họ mà điển hình nhất vẫn là những ca khúc như "Norwegian Wood (This Bird Has Flown)", "Michelle" và "In My Life". Trong bản thu phát hành ở Mỹ có xuất hiện vài bài hát từ album trước của họ, Help!.
George Martin cho rằng Rubber Soul là album bước ngoặt với The Beatles. George Harrison nói "đây là album tốt nhất mà tôi từng làm, chúng tôi đột nhiên nghe được những âm thanh mà chúng tôi chưa từng nghe thấy". Còn với Ringo Starr, "đây là một trải nghiệm vô cùng ý nghĩa, ý tôi là về chất lượng".
Rubber Soul được đánh giá là một trong những kiệt tác của lịch sử âm nhạc thế giới với vô vàn trang viết và những lời bình luận. Tạp chí Rolling Stone xếp Rubber Soul là album xuất sắc thứ ba của The Beatles và là album xuất sắc thứ năm của mọi thời đại.

## Thu âm và sản xuất
Trong quá trình thực hiện album, tinh thần của ban nhạc đã có rất nhiều "thay đổi", chủ yếu từ việc họ phát hiện ra cần sa, sau đó là LSD, chất gây nghiện vẫn còn hợp pháp vào thời điểm năm 1965. Điều đó ảnh hưởng khá nhiều tới các sáng tác của họ.
Với khoảng thời gian hạn hẹp, The Beatles thực tế chỉ có đúng 4 tuần vào mùa thu năm 1965 để biên tập album. Họ bỏ sót nhiều ca khúc, còn công việc thì vẫn luôn ngập đầu cho tới tận lúc họ vào phòng thu. Đó là lần đầu tiên mà John Lennon và Paul McCartney phải căng sức viết tới hơn chục ca khúc một cách dồn dập, điều mà chính họ cảm thấy là không thể. Tuy nhiên, với tài năng cùng với những tìm tòi cải tiến trong kỹ thuật, Rubber Soul là bước ngoặt trong sự nghiệp của ban nhạc, một bước đệm giữa nhạc pop của Help! và thời kỳ khám phá trong phòng thu của Revolver. Như Lennon nói, đó là điểm kết thúc của những "ngẫu hứng trẻ con".

### Thu âm
Theo Richie Unterberger, Rubber Soul là điểm nhấn quan trọng mà The Beatles và George Martin bắt đầu nghiên cứu những nhạc cụ mới cho một ban nhạc rock, bao gồm đàn sitar trong "Norwegian Wood", đàn guitar kiểu Pháp trong "Michelle" và "Girl", fuzz bass trong "Think for Yourself", và tiếng mix cho piano trong "In My Life".
The Beatles bị ảnh hưởng nhiều từ âm nhạc của Bob Dylan và The Byrds. Album cũng thấy hơi hướng của ban nhạc trong việc tiếp cận những nhạc cụ mới cho nhạc Rock, điển hình trong "Norwegian Wood": dù trước đó ban nhạc The Kinks đã từng sử dụng nhạc cụ Ấn Độ trong ca khúc "See My Friend" của họ, song "Norwegian Wood" thường được coi là ca khúc phương Tây đầu tiên thành công trong việc sử dụng sitar. Ca khúc cũng là điểm tựa cho những trào lưu sau này khi sử dụng nhạc cụ phương Đông trong thu âm. George Harrison là Beatle đầu tiên có ấn tượng về chúng trong quá trình quay phim Help!. Mối quan tâm này được tiếp thêm sức mạnh khi Harrison bắt đầu tình bạn với David Crosby của The Byrds, dẫn tới việc anh làm quen và học hỏi bậc thầy đàn sitar Ravi Shankar.
Một số dụng cụ giữ nhịp được Ringo Starr sử dụng, như maraca và sắc xô trong "Wait" và "Think for Yourself". Tuy nhiên, thứ mà Ringo vẫn chủ yếu để giữ nhịp cho ban nhạc là việc gõ những đầu ngón tay của anh vào mặt trống, như trong ca khúc "I'm Looking Through You".
Trong "In My Life", tiếng piano được chơi như tiếng của đàn harpsichord. George Martin nhận thấy rằng ông không thể chơi piano theo kiểu ba-rốc cổ điển trong bài hát, vậy nên ông quyết định thâu với băng có tốc độ quay bằng một nửa bình thường. Khi chỉnh âm để hợp lý với bản thu, tiếng piano bị méo và tạo hiệu ứng như mong muốn. Một sáng tạo quan trọng khác, đó là bè piano thực sự ấn tượng trong "The Word", một trong những gợi ý đầu tiên với người nghe về psychedelic rock mà The Beatles thể hiện sau này.
"Wait" là một ca khúc thực tế để dành cho album Help!. Lý do mà ban nhạc muốn đưa ca khúc này vào Rubber Soul và vì nó ngắn và phù hợp với khung cảnh Giáng sinh cận kề.
Lennon sau này nói đây là album đầu tiên của The Beatles mà họ hoàn thành được mọi ý tưởng sáng tạo, và thời gian trong phòng thu là vừa đủ để họ có những thay đổi cần thiết.

### Sản xuất
Cho tới mãi sau này, The Beatles mới chuyển sang dạng thâu âm đa băng. Theo Mark Lewisohn, George Martin và đội ngũ của Abbey Road Studios đã rất cố gắng tìm tòi và nghiên cứu các nguyên tắc của thu chỉnh âm đa băng, song ban nhạc thường không có mặt đủ lâu ở phòng thu. Ngay cả với siêu phẩm Sgt. Pepper's Lonely Hearts Club Band, phần âm thanh cũng chưa được hoàn chỉnh so với các bản ghi đè sau này theo dạng mono.
Rubber Soul được thu theo kiểu stereo, với phần hát được phát bên phải và phần nhạc đệm bên trái. Trước kia, với các album của The Beatles, ban nhạc thu âm theo kiểu twin-track, có nghĩa là phần nhạc sẽ chơi trước, sau đó ca sĩ được thu âm sau và kết quả trộn 2 lần thu là công việc của các kỹ thuật viên. Tuy nhiên, với album này, The Beatles quyết tâm thay đổi bằng cách thu cùng lúc, với ca sĩ chính giữa và các nhạc cụ xung quanh, như trong một số bài hát của Beatles for Sale và Help!. Nhưng Martin vẫn cố gắng tìm cách có được chất lượng stereo tốt như cách làm cũ, và ông quyết định sắp xếp ban nhạc, theo kiểu ca sĩ phía bên phải, nhạc cụ phía bên trái, và ở giữa thì không có gì (như trong "What Goes On" hay "Think For Yourself").
"What Goes On" là ca khúc đầu tiên của Ringo Starr (chỉnh sửa cùng với Lennon-McCartney) được thu cho The Beatles. Phần kết của ca khúc có nhiều sự khác biệt giữa bản mono và stereo. Rubber Soul là album cuối cùng mà Norman Smith thực hiện trước khi ông trở thành giám đốc thu âm của EMI.
Sau 2 đĩa đơn "We Can Work It Out" và "Day Tripper", The Beatles cảm thấy kiệt sức với lịch diễn, thu âm và phim ảnh. Họ nghỉ hẳn 3 tháng đầu tiên của năm 1966, thư giãn và tìm kiếm những đam mê mới trong âm nhạc và cuộc sống. Và sự quay trở lại của họ vô cùng ấn tượng với thành công của Revolver.

## Ca từ
Về ca từ, album là một bước tiến quan trọng. Nếu như các ca khúc trước đó của The Beatles là những câu chuyện tình lãng mạn và tư lự, Rubber Soul đề cập tới nó một cách tinh tế, chu đáo và mơ hồ hơn. Đặc biệt, mối quan hệ giữa chàng trai và cô gái được phác họa khá trừu tượng và ẩn ý. "Norwegian Wood" là ca khúc đặc trưng nhất về ảnh hưởng về mặt ca từ của Bob Dylan tới The Beatles: một câu chuyện tình kỳ cục khi cô gái rủ chàng trai về nhà và để anh ta ngủ trong phòng tắm. "Drive My Car" mang đậm tính trào phúng. "I'm Looking Through You", "You Won't See Me" và "Girl" là những bản tình ca mơ hồ với những cảm xúc phức tạp, trong khi đó "Nowhere Man" được coi là ca khúc đầu tiên của The Beatles tách biệt hẳn khỏi chủ đề tình yêu.

## Bìa đĩa
Phần bìa album được chụp bởi nhiếp ảnh gia Bob Freeman. McCartney có giải thích về việc thực hiện bức ảnh này trong Vol.5 của The Beatles Anthology. Freeman có chụp một vài bức ảnh ban nhạc tại nhà riêng của Lennon ở Kenwood, Weybridge, và hỏi họ liệu có thể lên bìa của album. Freeman chỉnh sáng phần nền, kéo giãn tấm hình rồi chỉnh sửa kích thước cho phù hợp. Quá thích thú với hiệu ứng, các Beatle thốt lên: "Ah! Liệu chúng ta có thể dùng nó? Ông có thích như vậy không?" và ông gật đầu.
Phần chữ được làm riêng bởi Charles Front, với kiểu chữ sau này được bán đấu giá tại Bonhams, công ty đại diện của Robert Freeman. Capitol Records dùng màu chữ khác trong bản bán tại Mỹ, bởi vì màu cam mà Parlophone gửi mẫu cho họ bị lỗi. Trong vài ấn bản của Capitol, dòng chữ có màu nâu hoặc vàng. Trong bản CD năm 1987, dòng chữ thậm chí có màu xanh lá. Kể từ năm 2009, các ấn bản trở lại màu cam nguyên thủy.
Rubber Soul là album đầu tiên mà ban nhạc không để tên của mình lên bìa album. Dù đây không phải là album đầu tiên thực hiện điều đó trong lịch sử nhạc pop/rock (Elvis Presley, Them và The Rolling Stones đều làm điều tương tự trước đó), song cách làm này chưa phổ biến trong những năm 60. Sau này, các album Revolver, Abbey Road, Let It Be và Hey Jude cùng không đề "The Beatles" vào phần bìa. Thậm chí Album trắng còn không có một chữ gì ngoài dòng "The Beatles" được giập nổi.
George Harrison nói: "Chúng tôi đã quên không thể hiện trên ảnh bìa chút hồn nhiên, ngây thơ. Rubber Soul là album đầu tiên mà chúng tôi trông giống những kẻ nghiện thuốc thực sự."
McCartney nghĩ tới việc đặt tên album sau khi nghe nói về Mick Jagger là một "plastic soul". Trong bài phỏng vấn trên tờ Rolling Stone năm 1970, Lennon nói: "Đó là một cái tên của Paul,... theo tiếng Anh thì chỉ là tâm hồn. Vui thôi." McCartney khẳng định điều tương tự: "Plastic soul, man, plastic soul,..." trong đoạn kết của "I'm Down" ở Anthology 2.

## Phát hành và đón nhận của công chúng
Ở Mỹ, ấn bản đĩa than có tận hai bản phát hành: một là theo kiểu nguyên gốc, hai là theo phần mix của Dave Dexter, Jr. Ấn bản nguyên gốc và phần mix mono được biết tới trong tuyển tập The Capitol Albums, Volume 2.

### Phát hành ở Bắc Mỹ
Rubber Soul là album thứ 9 của Capitol Records và là album thứ 11 được phát hành (T-2442 & ST-2442). Album ra mắt chỉ sau 3 ngày so với ở Anh, bắt đầu kỷ lục 59 tuần có mặt trong bảng xếp hạng. Từ ngày 8 tháng 1 năm 1966, album giữ vị trí số một trong suốt 8 tuần liên tiếp. Chỉ sau 9 ngày, Rubber Soul đã bán được 1,2 triệu bản, và con số chính thức lượng album bán được là vào khoảng 6 triệu.
Cũng giống các album khác của The Beatles, Rubber Soul có 2 ấn bản khác nhau tại Mỹ và tại Anh. Ấn bản của Mỹ mang tính folk rock hơn, với sự xuất hiện của các ca khúc "I've Just Seen a Face" và "It's Only Love" (vốn xuất hiện trong album Help! ở Anh) và xóa bỏ đi vài ca khúc mang tính khám phá ("Drive My Car", "Nowhere Man", "If I Needed Someone" và "What Goes On"). Những ca khúc còn thiếu được bổ sung vào album sau đó tại Mỹ, Yesterday and Today. Điều đó khiến cho bản phát hành Rubber Soul tại Mỹ chỉ có độ dài 29:59. Hơn nữa, bản phát tại Mỹ có vấn đề do lỗi gửi từ Anh, khi ca khúc bắt đầu album là "I'm Looking Through You" và nó có phần kết ngắn hơn bình thường. Lỗi này xuất hiện trong nhiều album tại Mỹ trong khoảng từ năm 1965 tới năm 1990, thậm chí trong cả The Capitol Albums Vol. 2. "Michelle" có nhiều tiếng nhịp lạ và có hẳn 10 giây dài hơn bình thường.
Bản phát hành ở Canada cũng mắc lỗi tương tự.

### Phát hành dạng CD
Ấn bản CD được phát hành đồng thời tại Mỹ và Anh ngày 30 tháng 4 năm 1987 với 14 ca khúc theo ấn bản tại Anh ban đầu. Tới ngày 21 tháng 7, nó có mặt dưới dạng LP và băng từ. Cũng giống như CD của album Help!, phần âm thanh được chỉnh stereo số hóa bởi George Martin. Martin có nói về phần âm thanh của năm 1965 "nó thực sự mơ hồ, và tôi không nghĩ đó là điều tốt." George Martin đã sử dụng lại bản thâu 4 băng và chỉnh sửa sang dạng stereo. Trong vài bản phát hành ở Canada, Rubber Soul và Help! đôi khi vẫn lẫn một số phần âm thanh từ album gốc.
Rubber Soul là một trong số ít album được chỉnh âm theo dạng HDCD bởi Fabulous Sound Labs.
Một ấn bản khác tiếp tục chỉnh âm từ bản phát hành năm 1987 của Martin ra mắt ngày 9 tháng 9 năm 2009. Một số phần âm gốc cũng được phát hành cùng ngày theo dạng mono.

### Đánh giá chuyên môn
| Đánh giá chuyên môn  | Đánh giá chuyên môn |
| Nguồn đánh giá       | Nguồn đánh giá      |
| Nguồn                | Đánh giá            |
| -------------------- | ------------------- |
| Allmusic             | [ 29 ]              |
| Blender              |                     |
| MSN Music            | [ 30 ]              |
| IGN                  | (9/10)              |
| Pitchfork Media      | (10/10)             |
| Q                    | [ 33 ]              |
| The Telegraph        | [ 34 ]              |
| Consequence of Sound | [ 35 ]              |

Album là một thành công lớn về mặt thương mại, với 42 tuần xuất hiện trong UK Albums Chart từ ngày 11 tháng 12 năm 1965. Vào đúng ngày Giáng Sinh, Rubber Soul thay thế Help! của chính The Beatles để leo lên vị trí thứ nhất và ở đó trong 8 tuần liên tiếp. Ngày 9 tháng 5 năm 1987, album có dịp quay trở lại bảng xếp hạng trong 3 tuần, thậm chí 10 năm sau, vào năm 1997, nó cũng có mặt 1 tuần tại UK Albums Chart.
Hầu hết các đánh giá về album đều rất tích cực. Tờ Rolling Stone bình luận "Họ đã tìm được một thứ âm nhạc tinh tế hơn và sâu lắng hơn mà không phải từ bỏ giá trị pop ban đầu." Pitchfork Media nói về album như là "bước nhảy vọt quan trọng về mặt nghệ thuật của The Beatles - dấu hiệu cho thấy họ đã thoát khỏi Beatlemania và thứ âm nhạc teen pop, hướng về nội tâm hơn và cuốn hút cả những người trưởng thành." Tới năm 2001, Rubber Soul luôn có mặt trong danh sách những album xuất sắc nhất. Năm 2003, Rubber Soul được tạp chí Rolling Stone xếp hạng 5 trong danh sách "500 album vĩ đại nhất mọi thời đại".
Tại Mỹ, album gây ảnh hưởng mạnh mẽ tới The Beach Boys. Brian Wilson đã bị thuyết phục rằng trọng tâm của một album nằm ở việc quảng bá mạnh mẽ các đĩa đơn của nó, hơn là việc chú trọng nhiều tới các ca khúc phụ. Và họ đã làm tương tự với Pet Sounds vào năm 1966.
Bìa của Rubber Soul là một trong những bìa album được hãng đồ chơi của Đan Mạch, Lego, thể hiện trong dịp kỷ niệm 60 năm thành lập của hãng.

## Danh sách ca khúc

### Tại Anh
Tất cả các ca khúc được viết bởi Lennon-McCartney, sáng tác khác được chú thích bên.
| Mặt A | Mặt A                                  | Mặt A                         | Mặt A      |
| STT   | Nhan đề                                | Hát chính                     | Thời lượng |
| ----- | -------------------------------------- | ----------------------------- | ---------- |
| 1.    | "Drive My Car"                         | McCartney                     | 2:25       |
| 2.    | "Norwegian Wood (This Bird Has Flown)" | Lennon                        | 2:01       |
| 3.    | "You Won't See Me"                     | McCartney                     | 3:18       |
| 4.    | "Nowhere Man"                          | Lennon, McCartney và Harrison | 2:40       |
| 5.    | "Think for Yourself" (George Harrison) | Harrison                      | 2:16       |
| 6.    | "The Word"                             | Lennon, McCartney và Harrison | 2:41       |
| 7.    | "Michelle"                             | McCartney                     | 2:40       |

| Mặt B | Mặt B                                                   | Mặt B               | Mặt B      |
| STT   | Nhan đề                                                 | Hát chính           | Thời lượng |
| ----- | ------------------------------------------------------- | ------------------- | ---------- |
| 1.    | "What Goes On" (John Lennon/Paul McCartney/Ringo Starr) | Starr               | 2:47       |
| 2.    | "Girl"                                                  | Lennon              | 2:30       |
| 3.    | "I'm Looking Through You"                               | McCartney           | 2:23       |
| 4.    | "In My Life"                                            | Lennon và McCartney | 2:24       |
| 5.    | "Wait"                                                  | Lennon và McCartney | 2:12       |
| 6.    | "If I Needed Someone" (George Harrison)                 | Harrison            | 2:20       |
| 7.    | "Run for Your Life"                                     | Lennon              | 2:18       |

### Tại Bắc Mỹ
Tất cả các ca khúc được viết bởi Lennon-McCartney, sáng tác khác được chú thích bên.
| Mặt A | Mặt A                                  | Mặt A                         | Mặt A      |
| STT   | Nhan đề                                | Hát chính                     | Thời lượng |
| ----- | -------------------------------------- | ----------------------------- | ---------- |
| 1.    | "I've Just Seen a Face"                | McCartney                     | 2:07       |
| 2.    | "Norwegian Wood (This Bird Has Flown)" | Lennon                        | 2:05       |
| 3.    | "You Won't See Me"                     | McCartney                     | 3:22       |
| 4.    | "Think for Yourself" (George Harrison) | Harrison                      | 2:19       |
| 5.    | "The Word"                             | Lennon, McCartney và Harrison | 2:43       |
| 6.    | "Michelle"                             | McCartney                     | 2:42       |

| Mặt B | Mặt B                     | Mặt B               | Mặt B      |
| STT   | Nhan đề                   | Hát chính           | Thời lượng |
| ----- | ------------------------- | ------------------- | ---------- |
| 1.    | "It's Only Love"          | Lennon              | 1:55       |
| 2.    | "Girl"                    | Lennon              | 2:33       |
| 3.    | "I'm Looking Through You" | McCartney           | 2:31       |
| 4.    | "In My Life"              | Lennon và McCartney | 2:27       |
| 5.    | "Wait"                    | Lennon và McCartney | 2:16       |
| 6.    | "Run for Your Life"       | Lennon              | 2:18       |

Theo Graham Calkin .

## Xếp hạng
| Bảng xếp hạng            | Năm  | Vị trí cao nhất |
| ------------------------ | ---- | --------------- |
| UK Albums Chart          | 1965 | 1               |
| UK Albums Chart          | 1966 | 1               |
| Billboard 200 Pop Albums | 1966 | 1               |
| Australian Albums Chart  | 1966 | 1               |

## Thành phần tham gia sản xuất
Theo Mark Lewisohn, Ian MacDonald và The Beatles Anthology.
The Beatles
- George Harrison – lead, guitar nền, guitar acoustic 6 và 12 dây; hát chính, hát bè và hát nền; sitar trong "Norwegian Wood (This Bird Has Flown)".
- John Lennon – lead, guitar nền, guitar acoustic 6 và 12 dây; hát chính, hát bè và hát nền; piano thường và điện tử; harmonium; maracas và sắc xô.
- Paul McCartney – lead, guitar nền, guitar acoustic, guitar bass, fuzz bass; hát chính, hát bè và hát nền; piano thường và điện tử.
- Ringo Starr – trống, thanh la, maracas, chuông; hát chính trong "What Goes On", hát nền; hammond organ trong "I'm Looking Through You".

Các nghệ sĩ khác
- George Martin – chỉnh âm, phối khí, piano trong "In My Life", harmonium trong "The Word".
- Mal Evans – hammond organ trong "You Won't See Me".
- Norman Smith – kỹ thuật âm thanh.